# Atypisk autism
Atypisk autism, var en neuropsykiatrisk diagnos som räknades till Genomgripande störning i utvecklingen, där bland annat Aspergers syndrom även ingick. Diagnosen har plockats bort i DSM-V samt ICD11. Istället används nu bara diagnosen autismspektrumtillstånd. 
Atypisk autism betecknas ibland genomgripande störning i utvecklingen UNS, vilket motsvarar den engelska termen Pervasive Developmental Disorder-Not Otherwise Specified, förkortat PDD-NOS).
Autismliknande tillstånd står explicit med som en av tre personkretsar berättigade till insatser via LSS (lagen om stöd och service till vissa funktionshindrade). Det kan vara allt ifrån allmänna stödåtgärder (exempelvis personlig assistans, ledsagare eller kontaktperson) till ett särskilt boende (ibland även kallad LSS-bostad).